# Ordre de grandeur
Pour les articles homonymes, voir Grandeur.
Un ordre de grandeur est un nombre qui représente de façon simplifiée mais approximative la mesure d'une grandeur physique. Ce nombre, le plus souvent une puissance de 10, est utilisé notamment pour communiquer sur des valeurs très grandes ou très petites, comme le diamètre du système solaire ou la charge d'un électron. 
L'ordre de grandeur se mémorise plus facilement qu'une valeur précise et suffit pour de nombreux usages. Il est également utile dans les domaines intermédiaires pour situer la taille d'un objet ou pour choisir la gamme d'appareils de mesure à lui appliquer.

## Nature et utilisation
Scientifiquement, un ordre de grandeur correspond à une fourchette de valeurs. Celle-ci est, communément, d'un dixième à dix fois la grandeur. Ainsi, un objet dont la longueur est de l'ordre de 1 m (une table) est plus grand qu'un objet dont la longueur est de l'ordre de 1 dm (un crayon) et plus petit qu'un objet dont la longueur est de l'ordre de 10 m (un camion).
Différentes échelles sont utilisées, par exemple :
- les puissances successives de 10, qui fixent une échelle courante d'ordres de grandeur dans le système métrique ;
- les puissances de 1 000, qui fixent les multiples et sous-multiples des unités (gramme, kilogramme, tonne) ;
- les puissances de 1 024 (= 210), utilisées en informatique.

L'imprécision résultant de la communication d'un ordre de grandeur n'est en général pas gênante à l'oral pour les nombres très grands ou très petits car l'esprit humain ne fonctionne pas de la même façon avec les nombres dont il a l'habitude (entre 1 et 1 000 pour fixer les idées) et pour les nombres qui sortent de beaucoup de cet intervalle.
L'ordre de grandeur d'une valeur est sa plus proche puissance de 10.
La connaissance de l'ordre de grandeur d'une valeur permet de s'assurer que le résultat d'un calcul est cohérent et ne résulte donc pas d'une erreur grossière. Par exemple l'estimation de la profondeur d'un puits qui donnerait, après calcul, 3,7 km devrait être considérée comme fausse car l'ordre de grandeur de la profondeur d'un puits est de l'ordre d'une dizaine de mètres et pas de l'ordre du kilomètre.
Dans le langage scientifique courant, on compare fréquemment deux grandeurs de même nature, et on énonce volontiers le résultat sous la forme « l'une est de deux ordres de grandeur plus grande que l’autre » ou « l'une est plus grande que l’autre de deux ordres de grandeur », c'est-à-dire environ cent fois plus grande. Ceci revient à donner l'ordre de grandeur du rapport.
L'analyse dimensionnelle, telle que pratiquée en physique (électromagnétisme, gravitation), en mécanique (des fluides, rhéologie), recourt aux estimations d'ordre de grandeurs pour opérer des simplifications dans des systèmes complexes, et permettre ainsi des résolutions asymptotiques de problème, par simplification de termes négligeables. C'est aussi fréquemment utilisé en chimie analytique. L'analyse spectrale (au sens des valeurs propres) d'un problème mathématisé (par ex. par linéarisation autour d'une quasi-solution) permet aussi de réduire sa dimensionalité en le limitant à ses ordres de grandeur propres les plus élevés.
Plus pragmatiquement, en sciences naturelles (géosciences, astrosciences, etc.), nombre de phénomènes peuvent se produire sur des échelles très étendues en termes d'ordres de grandeur. Une photo d'affleurement sans échelle connue (le fameux marteau du géologue) peut représenter quelques millimètres comme quelques centaines de mètres (ex: affleurement sédimentaire en coupe stratigraphique). Les vitesses de déplacement relatif d'unités géologiques peuvent aller du mm/Ma (plateforme tectoniquement stable) à la dizaine de km par seconde (lèvres d'une faille de part et d'autre d'un front de rupture sismique). Les granulométries des petits objets du Système solaire vont de la centaine de kilomètres à moins que le micromètre, etc.
Quand une quantité augmente beaucoup, par exemple est multipliée par 100 lors d'une transformation, il est correct de dire que la quantité en question a augmenté de deux ordres de grandeur.

## Préfixes des unités
Les unités de base du Système international sont modifiées par des préfixes. Une unité préfixée peut ainsi indiquer un ordre de grandeur, on peut dire par exemple : « La fréquence utilisée dans la bande FM est de l'ordre de la centaine de mégahertz » (en France, cette bande s'étend de 88  à   108 MHz).
Voici les préfixes courants utilisés pour les ordres de grandeur :
| Préfixe | Symbole | Ordre de grandeur                                 | Exemple                                                                                              |
| ------- | ------- | ------------------------------------------------- | --- |
| quetta  | Q       | 1030 : un quintillion (un trilliard de milliards) | Masse de Jupiter : environ 1,90 Qg                                                                   |
| ronna   | R       | 1027 : un quadrilliard (un trillion de milliards) | Masse de la Terre : environ 5,97 Rg                                                                  |
| yotta   | Y       | 1024 : un quadrillion (un billiard de milliards)  | Énergie libérée par l'impact du météoroïde de Chicxulub : 1,3–58 YJ                                  |
| zetta   | Z       | 1021 : un trilliard (un billion de milliards)     | Rayons cosmiques : 30 ZHz                                                                            |
| exa     | E       | 1018 : un trillion (un milliard de milliards)     | Rayons gamma : 30 EHz                                                                                |
| péta    | P       | 1015 : un billiard (un million de milliards)      | Rayons X : 300 PHz                                                                                   |
| téra    | T       | 1012 : un billion (mille milliards)               | Ondes visibles rouges: 384 à 480 THz                                                                 |
| giga    | G       | 109 : un milliard                                 | Fréquence des fours à micro-ondes : 2,45 GHz                                                         |
| méga    | M       | 106 : un million                                  | Fréquence de France Inter : 87,8 MHz                                                                 |
| kilo    | k       | 103 : un millier                                  | Hauteur du mont Blanc : 4,8 km                                                                       |
| hecto   | h       | 102 : une centaine                                | Hauteur de la tour Eiffel : 3,24 hm                                                                  |
| déca    | da      | 101 : une dizaine                                 | 1 dam = 10 m                                                                                         |
|         |         | 100 = 1                                           | 1 m                                                                                                  |
| déci    | d       | 10−1 : un dixième                                 | 1 dm = 0,1 m                                                                                         |
| centi   | c       | 10−2 : un centième                                | 1 cm = 0,01 m                                                                                        |
| milli   | m       | 10−3 : un millième                                | 1 mm = 0,001 m                                                                                       |
| micro   | μ       | 10–6 : un millionième                             | Longueur d'une bactérie : 1 µm = 10–6 m                                                              |
| nano    | n       | 10–9 : un milliardième                            | Temps que la lumière met pour parcourir 30 cm : 1 ns = 10–9 s                                        |
| pico    | p       | 10–12 : un billionième                            | Rayon d'un atome d'hydrogène : 53 pm = 53 × 10−12 m                                                  |
| femto   | f       | 10–15 : un billiardième                           | Durée d'une oscillation lumineuse : 3,55 fs = 3,55 × 10−15 s                                         |
| atto    | a       | 10–18 : un trillionième                           | |
| zepto   | z       | 10–21 : un trilliardième                          | |
| yocto   | y       | 10–24 : un quadrillionième                        | Longueur d’onde associée à un corpuscule de masse 10−7 kg et animé d’une vitesse de 1 mm/s : 6,62 ym |
| ronto   | r       | 10-27 : un quadrilliardième                       | |
| quecto  | q       | 10-30 : un quintillionième                        | |

## Exemples
- 2,543 × 103 a pour ordre de grandeur 103, car 2,543 est inférieur à 5.
- 6,7 × 103 a pour ordre de grandeur 104, car 6,7 est supérieur à 5.
- Remarque sur ces deux exemples : De même que 2 ordres de grandeur correspond à 102, de même un demi ordre de grandeur correspond à 101/2, nombre irrationnel qu'on peut arrondir à 3. C'est ce qu'on ferait avec une échelle logarithmique. Cependant, le choix du nombre 10 est lui-même très arbitraire. Choisir comme seuil le chiffre rond 5 = 10/2 est donc recevable.
- Un pied = 30 cm.
- Un pouce = 2,54 cm.
- La taille des noyaux atomiques est de l’ordre du fm.